# José Pereda
José Pereda (Lima, 8 de setembro de 1973) é um ex-futebolista peruano que atuava como meia.

## Carreira
José Pereda integrou a Seleção Peruana de Futebol na Copa América de 1999.